# Schatten ohne Licht
Schatten ohne Licht ist ein Lied der deutschen Singer-Songwriterin Madeline Juno aus dem Jahr 2017. Das Stück ist die vierte Singleauskopplung aus ihrem dritten Studioalbum DNA.

## Entstehung und Artwork
Das Lied wurde von der Interpretin selbst, gemeinsam mit dem britischen Musiker Oliver Epsom (Oliver Som), geschrieben. Som zeichnete zudem auch für die Abmischung, Instrumentierung, Produktion und die Programmierung des Schlagzeugs verantwortlich. Für die Instrumentierung spielte er unter anderem den Bass, die Gitarre, das Piano und den Synthesizer ein. Beim Einspielen des Pianos erhielt er Unterstützung von Juno. Das Mastering erfolgte durch Masterdisk Europe in Paris (Frankreich), unter der Leitung von Benoit Journo.
Während Juno bei der Albumproduktion zu DNA einmalig mit Journo zusammengearbeitet hat, war Som bereits in verschiedenen Funktionen an den Produktionen zu Salvation (Februar 2016) und Waldbrand (September 2016) beteiligt.
Auf dem Frontcover der Single ist – neben Künstlernamen und Liedtitel – Juno zu sehen. Es zeigt sie auf einem Boden sitzend, während sie ein rosa Kleid mit schwarzem Oberteil trägt und den Blick zur Kamera gerichtet hat. Die Fotografie stammt von Philipp Gladstone, der in der Vergangenheit bereits mit Juno zusammengearbeitet hat; so war er an der Covergestaltung zu Salvation und Waldbrand beteiligt. Das Artwork ist in verschiedenen rosatönen gestaltet, womit es sich an dem des Albums orientiert und stammt von Christian Hapich.

## Veröffentlichung und Promotion
Die Erstveröffentlichung von Schatten ohne Licht erfolgte am 8. September 2017 bei Embassy of Music, als Teil von Junos dritten Studioalbum DNA (Katalognummer: 28204). Der Vertrieb erfolgte durch Tonpool, verlegt wurde das Lied durch BMG Rights Management, Emmaspark Music und Sony Music Publishing. Am 13. April 2018 erschien das Lied als vierte und zugleich letzte Singleauskopplung aus dem Album. Diese erschien als digitale Maxi-Single mit drei weiteren Versionen des Liedes als B-Seiten, darunter eine sogenannte „Alternate Version“, eine Pianoversion sowie ein Remix vom Mannheimer DJ-Duo Banks & Rawdriguez.
Um die Veröffentlichung des Albums zu bewerben, veröffentlichte Juno kurz nach dem Erscheinen mehrere Akustikvideos, unter anderem eines zu Schatten ohne Licht am 16. September 2017. Das Schwarz-weiß-Video zeigt lediglich Juno, die von Oliver Som am Keyboard begleitet, das Lied singt. Die Gesamtlänge des Videos beträgt 4:12 Minuten und wurde von Juno selbst bearbeitet. Bis Mai 2025 zählte das Video über 7,3 Millionen Aufrufe auf der Videoplattform YouTube, womit es das meistgesehene ihres Profils ist.

## Inhalt
| „Für dich würde ich alles wegwerfen, bis ich nichts hab’. Scheiß auf all den Schnickschnack, solang ich dich hab’. Ich will, dass du verstehst, ich existier’ nicht ohne dich. So wie Schatten ohne Licht. Oh-oh-oh, so wie Schatten ohne Licht. Oh-oh-oh, so wie Schatten ohne Licht.“ – Refrain, Originalauszug | Der Liedtext zu Schatten ohne Licht ist in deutscher Sprache verfasst und stammt von der Interpretin selbst sowie Oliver Som. Beide komponierten zugleich die Musik in der Tonart f-Moll mit 153 Schläge pro Minute. Musikalisch bewegt sich das Lied im Bereich der Popmusik. Inhaltlich handelt es sich bei Schatten ohne Licht um einen Titel, in dem es um Wertschätzung gehe. Juno habe das Lied über ihre Mutter geschrieben. Ihre Mutter tendiere manchmal dazu sich ihrer Ausstrahlung, ihres eigenen Wertes nicht bewusst zu sein und manchmal habe sie das Gefühl sie müsse ihre Mutter an den Schultern packen und sagen: „Hör mal zu, du bist die Beste auf der ganzen Welt und niemand kommt an dich ran“. Sie habe genau solch ein Lied schreiben wollen, egal ob es für die eigene Mutter, eine beste Freundin oder einen Partner sei. Juno habe es „unbedingt“ offen lassen wollen, für wen auch immer man diese Zeilen suche. Es sei wichtig das man sich wertvoll fühle und wertgeschätzt werde. Sie glaube jeder sei für ein-, zwei oder mehrere Menschen in seinem Umfeld was ganz besonderes und genau davon handele das Stück. Sie habe sich komplett rausgezogen und habe einfach ein „Kompliment-Song“ schreiben wollen und genau das sei Schatten ohne Licht geworden. |

Aufgebaut ist das Lied aus zwei Strophen, einem Refrain und einer Bridge. Es beginnt mit der ersten Strophe, die als Vierzeiler geschrieben wurde. An diese schließt sich zunächst der dreizeilige Prechorus an, ehe der eigentliche Refrain mit seinen sechs Zeilen einsetzt. Der gleiche Aufbau wiederholt sich mit der zweiten Strophe. Nach dem zweiten Refrain setzt als musikalisches Zwischenspiel die Bridge ein, die als Zweizeiler geschrieben wurde, ehe das Lied mit dem dritten Refrain endet. Dieser wird in einer erweiterten Form dargeboten, in dem sich die Abschlusszeile nicht einmal, sondern viermal wiederholt.

## Mitwirkende
| Liedproduktion - Oliver Epsom (Oliver Som): Abmischung, Bass, Gitarre, Komposition, Liedtext, Musikproduktion, Piano, Programmierung, Synthesizer - Benoit Journo: Mastering - Madeline Juno: Begleitgesang, Gesang, Komposition, Liedtext, Piano Visualisierung (Cover) - Philipp Gladstone: Fotografie - Christian Hapich: Artwork | Unternehmen - BMG Rights Management: Verlag - Embassy of Music: Musiklabel - Emmaspark Music: Verlag - Masterdisk Europe: Tonstudio - Sony Music Publishing: Verlag - Tonpool: Vertrieb |

## Rezensionen
Schatten ohne Licht war ab der Was bleibt Tour (Oktober 2019 – November 2019) fester Bestandteil von Junos Konzertreihen. Ein Rezensent von Radio UNiCC beschrieb die akustische Liveinterpretation des Liedes als eines der „Highlights“ ihrer Konzerte.